# Ispra
Ispra est une commune de la province de Varèse, en Lombardie. Elle compte plus de 5 000 habitants et se situe sur les bords du lac Majeur.
Depuis les années 1960, elle abrite le centre de recherche commun de la Commission européenne, le Centre commun de recherche (CCR) ou plus communément en anglais, le Joint Research Centre (JRC).

## Toponyme
Sa provenance est incertaine, mais pourrait renvoyer au latin hispida, de hispidus : qui est rude et sauvage, en fonction des caractéristiques du territoire.

## Histoire
Les recherches archéologiques font état d'une présence humaine dès la préhistoire, des vestiges, dont une pirogue, ont été retrouvés sur les berges du lac.
On retrouve trace d'un centre habité pendant l'âge de fer, et puis sous l'époque romaine par de nombreux vestiges, parmi lesquels de nombreuses pierres tombales.
En 826, un document fait état pour la première fois de l'existence d'Ispra. Par la suite, de nombreuses références à la ville font état d'une vie religieuse particulièrement active (Ispra aurait compté jusqu'à sept édifices religieux). La noblesse d'Ispra serait d'ailleurs fortement impliquée dans la construction du sanctuaire de Santa Caterina del Sasso, construit à pic aux bords du lac Majeur.

## Activité économique
Historiquement, la ville a connu une faible activité agricole et piscicole, avec un petit artisanat local. Au XIXe siècle, les collines environnantes étaient plantées de nombreux vignobles qui ont progressivement disparu.
Aujourd'hui, c'est le lac qui est la principale attraction de la ville, il abrite de nombreuses embarcations dans son vieux port achevé en 1868, doublé d'un deuxième port construit à la fin des années 1990. Une promenade piétonne est aménagée tout le long des berges et permet d'admirer le paysage. De très nombreuses villas et parcs bordent le lac et multiplient les petits chemins qui permettent de varier les promenades.
On accède au lac au travers de nombreux chemins, on peut citer les marches qui descendent depuis Castbarco situé à deux pas du cimetière. Les pierres polies par le temps mènent à travers des murs de sapins aux rives bordées de platanes.
Le Centre commun de recherche européen, construit dans les années 1960, était à l'origine lié à l'activité nucléaire et au traité Euratom. Aujourd'hui, Ispra accueille de nombreux instituts de recherche européens. Il a permis un brassage de population et le développement de nombreuses manifestations culturelles. Compte tenu de l'existence du centre de recherche, les enfants des expatriés peuvent suivre une scolarité dans leur langue d'origine à l'école européenne (en) située à Varèse.

## Administration
| Période                                  | Période  | Identité          | Étiquette    | Qualité    |
| ---------------------------------------- | -------- | ----------------- | ------------ | ---------- |
| 2004                                     | En cours | Dott. Paolo Gozzi | Lista Civica | pharmacien |
| Les données manquantes sont à compléter. |          |                   |              |            |

### Hameaux
Barza, Monteggia (Euratom), Quassa, Baraggiola, Brughierasca, Molino dei Boschi, Roccolo, Seminario Don Guanella, C.na Monzeglio, Isola Campagna, Prati Magri, C.na Silvano, la Riviera, San Bernardino, Sant'Anna, Fornace Butti, Punta di Ispra, Roccolo, C.na Levorascio, Case Nuove, M.o di Cassano. C.na S.Giacomo, C.na Antonetto, C.na Teresa, Molino dei Boschi, C.na Monte.

### Communes limitrophes
| Belgirate (VB) | Brebbia | Brebbia          |
| Lesa (NO)      | Ispra   | Travedona-Monate |
| Ranco          | Angera  | Cadrezzate       |